# Synema interjectivum
Synema interjectivum là một loài nhện trong họ Thomisidae.
Loài này thuộc chi Synema. Synema interjectivum được Cândido Firmino de Mello-Leitão miêu tả năm 1947.